# Staurois tuberilinguis
Staurois tuberilinguis là một loài thuộc họ Ranidae.
Môi trường sống tự nhiên của chúng là rừng ẩm vùng đất thấp nhiệt đới hoặc cận nhiệt đới, rừng mây ẩm nhiệt đới và cận nhiệt đới, và sông ngòi. Nó ngày càng hiếm gặp do mất môi trường sống.